# Лабуне
Лабуне (пол. Łabunie) — деревня в Замойском повете Люблинского воеводства Польши. Административный центр гмины Лабуне. Находится примерно в 11 км к юго-востоку от центра города Замосць. По данным переписи 2011 года, в деревне проживало 1775 человек.
В 1975—1998 годах деревня входила в состав Замойского воеводства.

## Население
Демографическая структура по состоянию на 31 марта 2011 года:
|         | Всего | До трудоспособного возраста | Трудоспособного возраста | Старше трудоспособного возраста |
| ------- | ----- | --------------------------- | ------------------------ | ------------------------------- |
| Мужчины | 846   | 206                         | 559                      | 81                              |
| Женщины | 929   | 192                         | 543                      | 194                             |
| Всего   | 1775  | 398                         | 1102                     | 275                             |